# John Biscoe
John Biscoe (Enfield, Middlesex, 28 juni 1794 – 1843) was een Engels marinier en ontdekkingsreiziger. Hij was de commandant van de eerste bekende expeditie die de Antarctische eilanden Enderbyland en Grahamland gezien hebben. Daarnaast ontdekten ze diverse kleinere eilanden nabij Grahamland, die later de naar hem vernoemd zijn, de Biscoe eilanden.
Biscoe meldde zich op zeventienjarige leeftijd aan bij de Royal Navy. Hij werd ingezet tijdens de Oorlog van 1812, een oorlog tussen Groot-Brittannië en de Verenigde Staten. In 1815 behaalde hij de titel Mariner Master en voer veelvuldig mee met schepen richting de Brits-Oost- en Brits-West-Indië. 
In 1830 ging Biscoe in opdracht van het bedrijf Samuel Enderby & Sons op zoek naar nieuwe jachtgebieden op walvissen. Hiervoor kreeg Biscoe de brik Tula aangewezen, die gezelschap kreeg van de kotter Lively. Na het vertrek uit Londen, kruiste Biscoe op 22 januari 1831 de zuidpoolcirkel. Op 24 februari zagen ze de eerste rotsen tussen de ijsschotsen uitkomen. Biscoe noemde dit land Enderbyland. Hij bracht dit gedeelte in kaart en voer na een maand richting Hobart om op krachten te komen.
Een jaar later ging Biscoe terug naar de Arctische Zee en ontdekte onder andere Adelaide eiland en de Biscoe eilanden. Op 21 februari 1932 ontdekte Biscoe een langere kustlijn. Met de vermoedens dat hij een nieuw continent had ontdekt, noemde hij het land Grahamland. Terwijl hij de Arctische kust verder in kaart bracht, was Biscoe de derde ontdekkingsreiziger (na James Cook en Fabian von Bellingshausen) die Antarctica rondvoer. In 1833 keerde Biscoe terug in Londen, waarbij de Lively op de terugweg bij de Falklandeilanden zonk. 
John Biscoe overleed op 49-jarige leeftijd tijdens een zeereis.